# 马蒂亚斯·维特豪斯
马蒂亚斯·维特豪斯（德語：Matthias Witthaus，1982年10月11日—），德国男子曲棍球运动员。他曾代表德国参加2000年、2004年、2008年和2012年夏季奥林匹克运动会曲棍球比赛，获得二枚金牌和一枚铜牌。